# Харіваншрай Баччан
Харіваншрай Баччан (27 листопада 1907 року — 18 січня 2003 року) — індійський письменник, член літературної течії Найі Кавіта початку 20 століття, найбільш відомий своєю ранньою роботою «Мадхушала».

## Біографія
Баччан народився в Бабупатті, об'єднаній провінції Агра та Оуд в Індії 27 листопада 1907 року в індуїстській сім'ї Авадхі Каястха. Він узяв псевдонім «Баччан» (що означає дитина). З 1941 по 1957 року він викладав на факультеті англійської мови Аллахабадського університету, а після цього провів наступні два роки в Коледжі Св. Катаріни в Кембриджі. Там захистив докторську дисертацію за В. Б. Єйтсом.

## Письменницька кар'єра
Баччан вільно володів кількома мовами хінді Він включив лексику, написану письмом деванагарі. Хоча він не вмів читати перське письмо, на нього вплинула перська поезія, зокрема Омар Хаям.

## Твори, використані в кіно
Твори Баччана використовувалися в кіно та музиці. Наприклад, куплети його твору «Agneepath» використовуються в блокбастері 1990 року з його сином Амітабхом Баччаном, а також пізніше в рімейку 2012 року з Рітіком Рошаном у головній ролі.

## Відзнаки
У 1976 році він отримав Падма Бхушан за заслуги в літературі гінді.

## Приватне життя
Харіваншрай Баччан був чоловіком громадської активістки Теджі Баччан, батьком Амітабха Баччана та Аджитабха Баччана та дідусем Абхішека Баччана.